# Robert Collett
Robert Collett (Christiania2 de dezembro de 1842, Oslo - 27 de janeiro de 1913, Oslo) foi um zoólogo norueguês. Estudou os vertebrados, principalmente peixes. Foi curador (1864) e diretor (1882) do Museu de História Natural da Universidade de Oslo.

## História
Ele frequentou a Escola de Latim em Lillehammer e foi bolsista de zoologia na Universidade de Oslo. Desde 1864 ele foi curador do Museu Zoológico de Oslo. Em 1882 tornou-se seu diretor e foi nomeado professor em 1885. Trabalhava com vertebrados, principalmente peixes. Ele descreveu muitas novas espécies de peixes, aranhas e outros organismos.

## Publicações
- 1895 : On a new agonoid fish (Agonus gilberti) from Kamtschatka. Proc. Zool. Soc. Lond., 1894 (pt. 4) : 670-675, pl. 45.